# Vòng loại Giải vô địch bóng đá thế giới 2018 – Khu vực châu Đại Dương (Vòng 3)
Vòng 3 của Vòng loại giải vô địch bóng đá thế giới 2018 khu vực châu Đại Dương diễn ra được bắt đầu vào ngày 7 tháng 11 năm 2016.

## Thể thức
Tổng cộng có 6 đội thắng từ Cúp bóng đá châu Đại Dương (vòng 2) được chia làm 2 bảng 3 đội, chọn ra hai đội xuất sắc nhất lọt vào trận đấu cuối cùng, rồi tiếp tục chọn ra đội xuất sắc nhất sẽ giành quyền tham dự vòng play-off liên lục địa.

## Các đội tuyển vượt qua vòng loại
| Bảng (Cúp quốc gia) | Vô địch          | Á quân             | Hạng ba |
| ------------------- | ---------------- | ------------------ | ------- |
| A                   | Papua New Guinea | Nouvelle-Calédonie | Tahiti  |
| B                   | New Zealand      | Quần đảo Solomon   | Fiji    |

## Phân loại hạt giống
Lễ bốc thăm cho vòng 3 sẽ được diễn ra ngay sau khi vòng 2 (Cúp bóng đá châu Đại Dương 2016) hoàn thành.
| Tự động                                                                  | Nhóm 1                                  | Nhóm 2          |
| ------------------------------------------------------------------------ | --------------------------------------- | --------------- |
| - New Zealand (vào thắng nhóm A1) - Papua New Guinea (vào thắng nhóm B1) | - Nouvelle-Calédonie - Quần đảo Solomon | - Fiji - Tahiti |

## Vòng bảng
| Tiêu chí xếp hạng vòng loại Giải vô địch bóng đá thế giới 2018 |
| --- |
| Với thể thức sân nhà và sân khách, việc xếp hạng các đội trong mỗi bảng được dựa trên các tiêu chí sau đây (quy định các Điều 20.6 và 20.7): 1. Điểm số (3 điểm cho 1 trận thắng, 1 điểm cho 1 trận hòa, 0 điểm cho 1 trận thua) 2. Hiệu số bàn thắng thua 3. Số bàn thắng 4. Điểm số trong trận đấu giữa các đội 5. Hiệu số bàn thắng thua trong trận đấu giữa các đội 6. Số bàn thắng ghi được trong trận đấu giữa các đội 7. Số bàn thắng sân khách ghi được trong các trận đấu giữa các đội 8. Trận play-off trên sân trung lập (nếu được chấp thuận bởi FIFA), với hiệp phụ và đá sút luân lưu nếu cần |

### Bảng A
| VT | Đội                | ST | T | H | B | BT | BB | HS | Đ  | Giành quyền tham dự                    |     |     |     |     |
| -- | ------------------ | -- | - | - | - | -- | -- | -- | -- | -------------------------------------- | --- | --- | --- | --- |
| 1  | New Zealand        | 4  | 3 | 1 | 0 | 6  | 0  | +6 | 10 | Giành quyền vào trận đấu chung kết OFC |     | —   | 2–0 | 2–0 |
| 2  | Nouvelle-Calédonie | 4  | 1 | 2 | 1 | 4  | 5  | −1 | 5  |                                        |     | 0–0 | —   | 2–1 |
| 3  | Fiji               | 4  | 0 | 1 | 3 | 3  | 8  | −5 | 1  |                                        | 0–2 | 2–2 | —   |     |

| New Zealand    | 2–0                            | Nouvelle-Calédonie |
| -------------- | ------------------------------ | ------------------ |
| Rojas 42', 72' | Chi tiết (FIFA) Chi tiết (OFC) |                    |

| Nouvelle-Calédonie | 0–0                            | New Zealand |
| ------------------ | ------------------------------ | ----------- |
|                    | Chi tiết (FIFA) Chi tiết (OFC) |             |

| Fiji | 0–2                            | New Zealand                  |
| ---- | ------------------------------ | ---------------------------- |
|      | Chi tiết (FIFA) Chi tiết (OFC) | Wood 48' (ph.đ.) · Rojas 55' |

| New Zealand     | 2–0                            | Fiji |
| --------------- | ------------------------------ | ---- |
| Thomas 27', 68' | Chi tiết (FIFA) Chi tiết (OFC) |      |

| Fiji                     | 2–2                            | Nouvelle-Calédonie |
| ------------------------ | ------------------------------ | ------------------ |
| Waqa 45+2' · Krishna 54' | Chi tiết (FIFA) Chi tiết (OFC) | Wamowe 13', 24'    |

| Nouvelle-Calédonie           | 2–1                            | Fiji        |
| ---------------------------- | ------------------------------ | ----------- |
| Ounei 43' (ph.đ.) · Sele 73' | Chi tiết (FIFA) Chi tiết (OFC) | Saukuru 66' |

### Bảng B
| VT | Đội              | ST | T | H | B | BT | BB | HS | Đ | Giành quyền tham dự                    |     |     |     |     |
| -- | ---------------- | -- | - | - | - | -- | -- | -- | - | -------------------------------------- | --- | --- | --- | --- |
| 1  | Quần đảo Solomon | 4  | 3 | 0 | 1 | 6  | 6  | 0  | 9 | Giành quyền vào trận đấu chung kết OFC |     | —   | 1–0 | 3–2 |
| 2  | Tahiti           | 4  | 2 | 0 | 2 | 7  | 4  | +3 | 6 |                                        |     | 3–0 | —   | 1–2 |
| 3  | Papua New Guinea | 4  | 1 | 0 | 3 | 6  | 9  | −3 | 3 |                                        | 1–2 | 1–3 | —   |     |

1. ↑  FIFA xử Tahiti thắng 3–0 sau khi ban tổ chức phát hiện cầu thủ Henry Fa'arodo của Quần đảo Solomon không đủ điều kiện thi đấu, khi đó Tahiti dẫn trước Quần đảo Solomon với tỉ số 1–0.[3]

| Tahiti   | 3–0 Xử thắng                   | Quần đảo Solomon |
| -------- | ------------------------------ | ---------------- |
| Keck 53' | Chi tiết (FIFA) Chi tiết (OFC) |                  |

| Quần đảo Solomon | 1–0                            | Tahiti |
| ---------------- | ------------------------------ | ------ |
| Poila 90+2'      | Chi tiết (FIFA) Chi tiết (OFC) |        |

| Papua New Guinea | 1–3                            | Tahiti                            |
| ---------------- | ------------------------------ | --------------------------------- |
| Dabinyaba 45+1'  | Chi tiết (FIFA) Chi tiết (OFC) | Graglia 59', 85' · T. Tehau 90+3' |

| Tahiti     | 1–2                            | Papua New Guinea       |
| ---------- | ------------------------------ | ---------------------- |
| Keck 90+3' | Chi tiết (FIFA) Chi tiết (OFC) | Aisa 62' · Gunemba 74' |

| Quần đảo Solomon                      | 3–2                            | Papua New Guinea      |
| ------------------------------------- | ------------------------------ | --------------------- |
| Kaua 12' · Totori 37' · Lea'alafa 74' | Chi tiết (FIFA) Chi tiết (OFC) | Foster 48' · Aisa 61' |

| Papua New Guinea | 1–2                            | Quần đảo Solomon                   |
| ---------------- | ------------------------------ | ---------------------------------- |
| Gunemba 18'      | Chi tiết (FIFA) Chi tiết (OFC) | Fa'arodo 33' (ph.đ.) · Donga 45+1' |

### Chung kết
Đội thắng cuộc sẽ giành quyền tham dự vòng đấu play-off. Các ngày đã được đặt cho trận chung kết hai lượt như hiện tại giữa ngày 28 tháng 8 và 5 tháng 9 năm 2017.
Ghi chú: Thứ tự của các lượt để được quyết định.
| Đội 1       | TTS | Đội 2            | Lượt đi | Lượt về |
| ----------- | --- | ---------------- | ------- | ------- |
| New Zealand | 8–3 | Quần đảo Solomon | 6–1     | 2–2     |

| New Zealand                                                            | 6–1                            | Quần đảo Solomon     |
| ---------------------------------------------------------------------- | ------------------------------ | -------------------- |
| - Wood 18', 36', 90+3' - Barbarouses 39' - Thomas 56' - McGlinchey 81' | Chi tiết (FIFA) Chi tiết (OFC) | Fa'arodo 53' (ph.đ.) |

| Quần đảo Solomon                               | 2–2                            | New Zealand                      |
| ---------------------------------------------- | ------------------------------ | -------------------------------- |
| - Lea'alafa 28' (ph.đ.) - Fa'arodo 78' (ph.đ.) | Chi tiết (FIFA) Chi tiết (OFC) | - Bevan 14' - Aengari 21' (l.n.) |

## Danh sách cầu thủ ghi bàn
4 bàn
- Chris Wood

3 bàn
- Marco Rojas
- Ryan Thomas
- Henry Fa'arodo

2 bàn
- Mone Wamowe
- Patrick Aisa
- Raymond Gunemba
- Micah Lea'alafa
- Sylvain Graglia
- Tauhiti Keck

1 bàn
- Roy Krishna
- Epeli Saukuru
- Saula Waqa
- Emile Ounei
- Richard Sele
- Kosta Barbarouses
- Myer Bevan
- Michael McGlinchey
- Nigel Dabinyaba
- Michael Foster
- Jerry Donga
- Atkin Kaua
- Emmanuel Poila
- Benjamin Totori
- Teaonui Tehau

phản lưới nhà
- Hadisi Aengari (trong trận gặp New Zealand)